# 269300 Diego
269300 Diego este un asteroid din centura principală de asteroizi.

## Descriere
269300 Diego este un asteroid din centura principală de asteroizi. A fost descoperit pe 26 septembrie 2008 la La Cañada de Juan Lacruz. Asteroidul prezintă o orbită caracterizată de o semiaxă mare de 3,21 ua, o excentricitate de 0,07 și o înclinație de 4,3° în raport cu ecliptica.